# Dignomus lesinae
Dignomus lesinae là một loài bọ cánh cứng trong họ Ptinidae. Loài này được Reitter in Brenske & Reitter miêu tả khoa học năm 1884.